# شهرستان سوتلویارسکی
شهرستان سوتلویارسکی (به لاتین: Svetloyarsky District) یک شهرستان در روسیه است که در استان ولگوگراد واقع شده‌است.